# Henrietta Lacks
Henrietta Lacks (nascida Loretta Pleasant; Roanoke, 1 de agosto de 1920 – Baltimore, 4 de outubro de 1951) foi uma mulher norte-americana doadora involuntária de células cancerosas, mantidas em cultura pelo cientista George Otto Gey para criar a primeira linhagem celular imortal da história. Esta linhagem de células, utilizada em pesquisas médicas, atualmente é conhecida como HeLa, e sob certas condições pode se reproduzir indefinidamente. Isso tornou suas células famosas e essenciais no meio científico. Porém, a pessoa de Henrietta foi ignorada pela comunidade médica por décadas.

## Biografia
Henrietta nasceu Loretta Pleasant em 1 de agosto de 1920 em Roanoke, no estado da Virgínia, filha de Eliza e Johnny Pleasant. Não se sabe ao certo porque seu nome foi mudado de Loretta para Henrietta, mas seu apelido desde criança era Hennie.
Quando Henrietta tinha 4 anos de idade, em 1924, sua mãe morreu no parto do décimo filho. Sem condições de criar os filhos sozinho com a morte da esposa, Johnny se mudou com a família para uma pequena cidade chamada Clover, onde as crianças foram distribuídas nas casas de outros parentes. Henrietta acabou na casa do avô, Tommy Lacks, em uma cabana de dois cômodos que um dia tinha sido os aposentos para negros escravizados em uma plantação que agora pertencia ao seu avô e ao tio-avô. Ali ela dividia o quarto com seu primo de 9 anos e futuro marido, David Lacks (1915–2002).
Tal como muitos de seus parentes em Clover, Henrietta acabou trabalhando na plantação de tabaco na fazenda da família já desde muito pequena. Em 1935, quando Henrietta tinha apenas 14 anos, deu à luz seu primeiro filho, Lawrence Lacks. Em 1939, sua filha Elsie Lacks (1939–1955) nasceu. As duas crianças eram filhas de David Lacks. Elsie nasceu com problemas de desenvolvimento e era considerada pela família como "diferente" ou "surda e muda".
Em 10 de abril de 1941, David e Henrietta se casaram no condado de Halifax. Ainda naquele ano, um primo da família, Fred Garrett, convenceu o casal a deixar a fazenda de tabaco e se mudar para Maryland, onde Henrietta poderia trabalhar na Bethlehem Steel, uma siderúrgica. Pouco depois, eles se mudaram para Maryland, mas Fred foi convocado para lutar na Segunda Guerra Mundial. Com as economias do primo Fred, Henrietta pode comprar uma casa no bairro de Turner Station, uma das mais antigas comunidades negras em Baltimore na época.
Vivendo em Baltimore, Henrietta e David tiveram mais três filhos: David "Sonny" Lacks Jr. (nascido em 1947), Deborah Lacks Pullum (nascida Deborah Lacks; 1949–2009) e Joseph Lacks (1950). Seu último filho nasceu no Hospital Johns Hopkins em novembro de 1950, quatro meses e meio antes de ser diagnosticada com câncer cervical.

## O câncer

### Diagnóstico e tratamento
Em 29 de janeiro de 1951, Henrietta deu entrada no Hospital Johns Hopkins, o único hospital da área que tratava de pacientes negros, porque ela sentia um "caroço" no ventre. Ela já tinha contado às suas primas sobre o tal caroço e presumiu, corretamente, que estava grávida. Mas depois de dar à luz, Henrietta passou a ter várias hemorragias. O médico primeiro fez um teste para sífilis, que deu negativo e assim a encaminhou para o Johns Hopkins. Lá, o médico Howard W. Jones, pediu uma biópsia da massa no cérvix de Henrietta para ser estudada no laboratório.
Pouco depois, Henrietta foi informada de que ela tinha um carcinoma epidermoide no cérvix. Ele é um tipo de câncer das células escamosas do útero, um tipo de tecido epitelial e o segundo tipo mais comum de câncer de pele. Tumores deste tipo são encontrados no pescoço, cabeça, cérvix, ânus e em várias outras partes do corpo. Em 1970, médicos descobriram que o diagnóstico de Henrietta foi incorreto e que ela tinha, na verdade um adenocarcinoma, que responde por cerca de 10% a 15% dos cânceres de útero, que resultam de um crescimento anormal do tecido epitelial. Este era um erro muito comum para a medicina da época e o tratamento não teria sido diferente.
Henrietta foi então tratada com radioterapia interna enquanto esteve internada e teve alta alguns dias depois com recomendação de voltar para mais tratamentos. Enquanto prosseguia com a radioterapia, duas amostras do cérvix foram coletadas sem seu conhecimento ou permissão; uma delas era de tecido saudável e a outra de tecido tumoral. As amostras foram enviadas para George Otto Gey, médico e pesquisador de câncer do Hospital Johns Hopkins.

### Morte e enterro

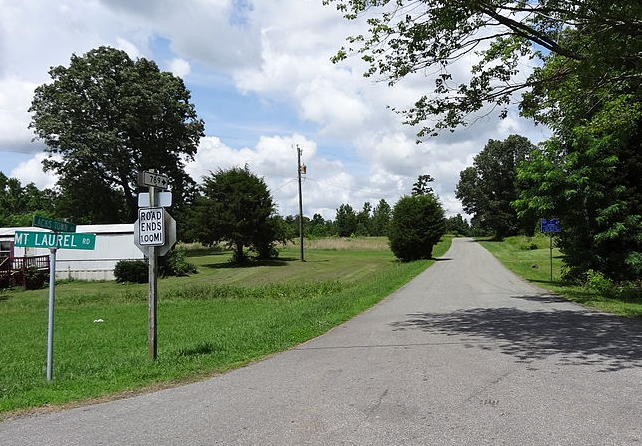
Lacks Town Road em Clover, Virginia, próximo ao local onde Henrietta cresceu e foi sepultada

Em 8 de agosto de 1951, Henrietta, então com 31 anos, se internou no Johns Hopkins para mais uma rodada de tratamento e sessões de radioterapia, mas chegou com fortes dores abdominais. Ela recebeu várias transfusões de sangue e permaneceu no hospital até a sua morte em 4 de outubro de 1951. Uma autópsia parcial indicou que o câncer tinha entrado em metástase por todo o corpo.
Henrietta foi sepultada em um túmulo não marcado em um cemitério da família em Lackstown, no condado de Halifax, na Virginia. Lackstown é o nome que a região recebeu em Clover, que originalmente era de posse de pessoas brancas e de ex-escravizados antes da Guerra de Secessão. Gerações seguintes legaram as terras aos membros da família Lacks, descendentes dos negros escravizados que lá viviam.
O exato local do túmulo é desconhecido, mas alguns familiares acreditam que ela esteja a apenas alguns metros do túmulo da mãe de Henrietta, que por décadas foi o único túmulo marcado por uma lápide no local. Em 2010, Roland Pattillo, que trabalhou com George Gey e conhecia a família Lacks, doou uma lápide para seu túmulo. Ela foi feita na forma de um livro e a epígrafe foi escrita por seus netos, onde se lê:
| “ | Em memória de uma mulher fenomenal, esposa e mãe que tocou as vidas de muitos. Aqui jaz Henrietta Lacks (HeLa). Suas células imortais continuarão a ajudar a humanidade para sempre. Amor eterno e admiração, de sua família. | ” |

## Pesquisa médica e científica

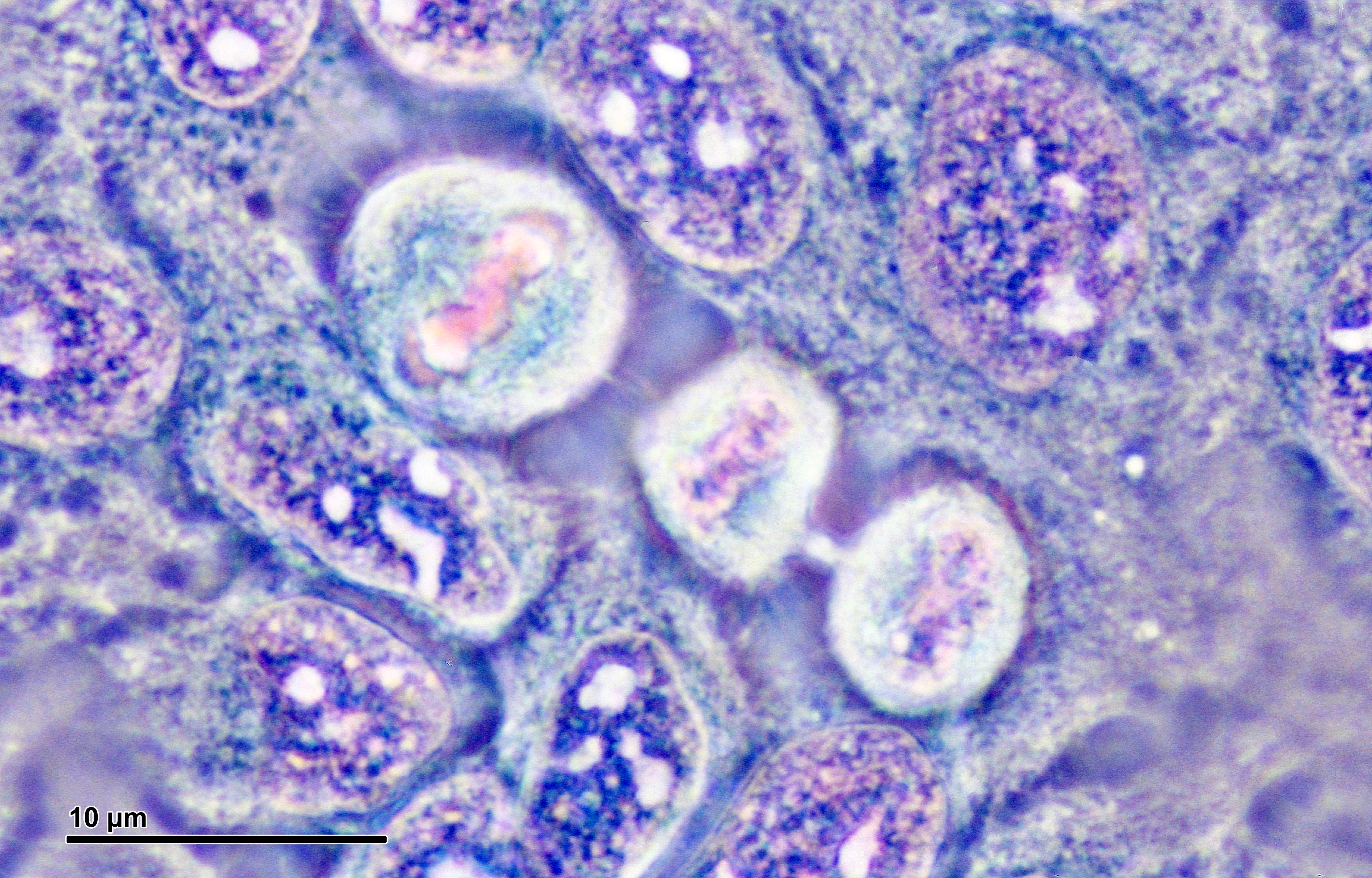
Células HeLa se dividindo em cultura. Pode-se ver as células em estados de metáfase e telófase, fases diferentes da divisão celular.

George Otto Gey, o primeiro pesquisador a estudar as células cancerosas de Henrietta, percebeu que elas tinham uma característica única, que era o fato de elas se reproduzirem a uma taxa anormalmente alta e poderem ser mantidas vivas por muito tempo para maiores análises. Existia na época uma busca por células em cultura que sobrevivessem por tempo suficiente para terem aplicação na pesquisa e na medicina.
Duas características tornam as células HeLa especiais: a primeira é o fato de se dividirem muito rápido. Mesmo entre tumores, as células HeLa se dividem a uma taxa muito maior. A segunda é a enzima telomerase, que é ativada durante a divisão celular. Normalmente, é o gradual encurtamento dos telômeros, uma pequena porção de DNA na extremidade do cromossomo, que impede as células de se dividirem indefinidamente. Mas a telomerase é ativada nas HeLa, reconstruindo os telômeros na divisão celular, o que permite uma indefinida multiplicação. As células HeLa não são só a única linhagem imortal de células humanas, como também foi a primeira a ser descoberta.
Até então, as células cultivadas em laboratório viviam por apenas alguns dias, o que não era o suficiente para se realizar diferentes testes e análises em amostras. As células de Henrietta, porém, foram as primeiras a demonstrar uma divisão celular praticamente imortal. Após a morte de Henrietta, George e Mary Kubicek, sua assistente, colheram mais células de seu corpo, armazenado no necrotério do hospital.
Usando um método de cultura que ele próprio criou, George mantinha as células aquecidas, permitindo seu crescimento e multiplicação a partir do isolamento de uma única célula que se multiplicava repetidamente, o que significava que era sempre a mesma célula em cultura, podendo assim ser utilizada em diversos experimentos. O método foi usado para desenvolver a vacina da poliomielite, criada por Jonas Salk e John Enders. Elas ficaram conhecidas como células HeLa, pois a assistente de laboratório de George identificava as amostras utilizando as duas primeiras letras dos nomes e sobrenomes dos pacientes.
A capacidade de produzir células HeLa rapidamente em laboratório levou a importantes descobertas e revoluções na medicina. Em 1954, a vacina de Jonas Salk começou a ser testada e produzida em massa com as células de Henrietta. O virologista Chester M. Southam injetou células HeLa em pacientes com câncer e em indivíduos saudáveis para observar se o câncer poderia ser transmitido de pessoa para pessoa e para examinar qualquer imunidade e resposta do sistema imune ao câncer.
George enviava amostras de células HeLa pelo correio para cientistas do mundo todo em pesquisas dos mais variados tipos: câncer, efeitos da radiação em tecido vivo, mapeamento genético, doenças infectocontagiosas e inúmeras outras aplicações. Células HeLa foram clonadas com sucesso em 1955 e desde então têm sido usadas para testar a sensibilidade humana aos mais variados produtos, remédios e componentes químicos. Desde 1950, os cientistas produziram mais de 20 toneladas de células HeLa e mais de 11 mil patentes foram registradas envolvendo suas células.
No começo dos anos 1970, uma grande quantidade de células em cultura foram contaminadas por células HeLa. Assim, vários membros da família de Henrietta receberam solicitações de exames de sangue da parte de vários cientistas, na esperança de entender a genética familiar e assim diferenciar as células HeLa de outras linhagens de células. Confusos e amedrontados com o pedido, vários familiares começaram a questionar o pedido dos cientistas. Em 1975, a família descobriu que material proveniente de Henrietta vinha sendo usado, desde a época de sua morte, em pesquisas médicas. A família nunca discutiu a doença e a morte de Henrietta entre si nos anos seguintes, mas o pedido dos cientistas começou a levantar questões a respeito da doença dela e sua genética.

### Consentimento e privacidade

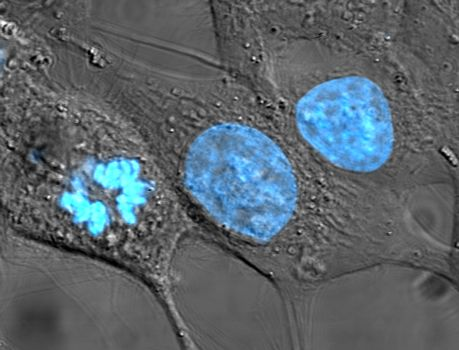
Células HeLa coloridas artificialmente em laboratório

Nem Henrietta nem sua família deram aos médicos qualquer autorização para coleta de suas células, com exceção da biópsia. Uma permissão para a coleta, na época, não era pedida nem mesmo cogitada e as células vêm sendo usadas em pesquisa médica e comercial até hoje. Muito se discute o quanto o racismo da sociedade e da classe médica influenciaram a forma como foi tratada, a falta de consentimento para a coleta de células e a falta de reconhecimento público de sua contribuição, ainda que involuntária.
Nos anos 1980, os registros médicos da família foram publicados sem seu consentimento. Um caso semelhante foi levado até ao Supremo Tribunal da Califórnia (Moore contra reitores da Universidade da Califória), em 1990 e o tribunal decidiu que tecidos e células descartados não são uma propriedade e podem assim ser comercializados.
Em março de 2013, pesquisadores publicaram o DNA do genoma de uma linhagem de células HeLa, mas a família só soube quando a escritora Rebecca Skloot, que pesquisava a vida de Henrietta, lhes contou. A família objetou que informações genéticas e pessoas estivessem publicadas e com livre acesso. Um dos netos de Henrietta disse que a principal preocupação é com a privacidade dos familiares, com o tipo de informação que estava disponível e que tipo de dados eles poderiam obter no sequenciamento do seu DNA que poderia envolver seus filhos, netos e bisnetos. Um acordo foi firmado com a família Lacks em agosto de 2013, junto à Fundação Nacional de Saúde, para lhes dar controle sobre algumas informações do sequenciamento genético das células descobertas em dois trabalhos independentes. Além disso, dois familiares fazem parte de um comitê que visa a regular o acesso aos dados.

## Reconhecimento

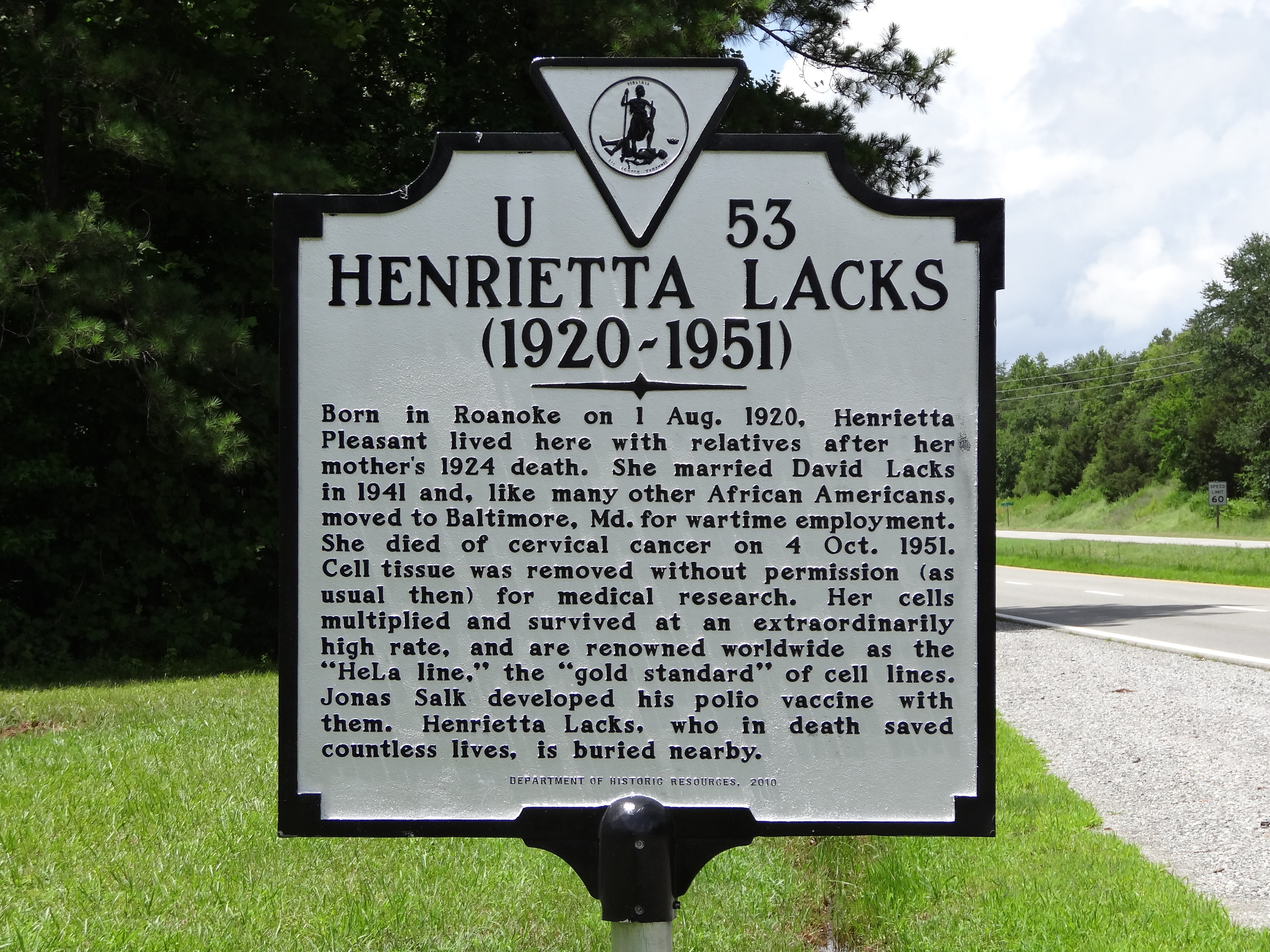
Marco histórico homenageando Henrietta Lacks em Clover, Virgínia

Em 1996, a Morehouse Faculdade de Medicina fez sua primeira Conferência HeLa da Saúde da Mulher, presidida pelo médico Roland Pattillo, onde se deu o devido reconhecimento a Henrietta Lacks por suas células e pelas valiosas contribuições da comunidade afro-americana para a pesquisa e clínica médica. O prefeito de Atlanta declarou a data da primeira conferência, 11 de outubro de 1996, como o Dia Henrietta Lacks.
Em 2010, o Instituto Johns Hopkins de Pesquisa Clínica e Translacional instituiu uma série de palestras em memória de Henrietta em honra a Henrietta e ao impacto global de suas células para a medicina e para a pesquisa em saúde. Na rodada de palestras de 2018, a universidade anunciou que o novo edifício do campus de pesquisa médica seria nomeado em homenagem a Henrietta Lacks.
Em 2011, a Morgan State University em Baltimore concedeu a Henrietta um doutorado honorário póstumo por serviços públicos prestados. Também em 2011, o distrito escolar de Evergreen, em Vancouver, Washington, nomeou sua nova escola de ensino médio, focada na área da saúde, de Henrietta Lacks Health and Bioscience High School, tornando-se a primeira organização a formalmente nomear uma escola em sua homenagem. Em 2014, ela foi introduzida no Maryland Women's Hall of Fame.
Um planeta-anão do cinturão de asteroides foi nomeado de 359426 Lacks em sua homenagem, em 2017. Em 2018, um obituário póstumo foi publicado pelo The New York Times como parte do seu projeto de história e personagens históricos negligenciados. Também em 2018, A National Portrait Gallery, em Washington e o Museu Nacional de História e Cultura Afro-Americana anunciaram uma ação conjunta na produção de retratos de Henrietta pelas mãos do ilustrador Kadir Nelson. Em outubro de 2018, a Johns Hopkins University anunciou seus planos de nomear um novo prédio de pesquisa em homenagem a Henrietta.
Em 2021, uma estátua de Henrietta Lacks foi inaugurada na Universidade de Bristol da autoria da escultora Helen Wilson-Roe.

## Na cultura pop
A primeira vez que o público ouviu o nome de Henrietta Lacks e sua ligação com as células HeLa foi em dois artigos do Detroit Free Press em março de 1976 e na revista Rolling Stone. Em 1998, Adam Curtis dirigiu um documentário para a BBC sobre Henrietta, intitulado The Way of All Flesh.
O caso de Henrietta Lacks foi contato por Rebecca Skloot no livro A Vida Imortal de Henrietta Lacks, lançado no Brasil pela Companhia das Letras, com tradução de Ivo Korytowski. Rebecca fez uma extensa pesquisa sobre as células e sobre a família Lacks, publicando dois artigos em 2000. O livro foi depois adaptado para a televisão pelo canal HBO, em 2017, com o título de A Vida Imortal de Henrietta Lacks, dirigido por George C. Wolfe, estrelando as atrizes Oprah Winfrey, no papel de Deborah Lacks e Rose Byrne, no papel da escritora Rebecca Skloot. O nome de Henrietta Lacks foi citado no filme Project Power (2020), no qual a vilã tenta justificar o uso de material biológico de uma pessoa contra a sua vontade, por interesses alheios.